# كثيب (الموسيقى التصويرية 1984)
كثيب (بالإنجليزية: Dune)‏ هو ألبوم موسيقى تصويرية أصلي لفيلم كثيب 1984. تم تأليف معظم الألبوم من قبل فرقة الروك توتو (أول وآخر موسيقى تصويرية لفيلمهم)، مع مساهمة واحدة من قبل بريان إينو وروجر إينو ودانييل لانويس. تم إصدار ألبوم الموسيقى التصويرية لأول مرة في نوفمبر 1984. تم إصدار نسخة موسعة بقائمة مسارات معدلة في عام 1997. كلا الإصدارين غير مطبوعين حاليًا على الوسائط التقليدية، مثل الأقراص المضغوطة. ومع ذلك، مع الشعبية المتزايدة للتنزيلات الرقمية وخدمات البث، فقد اكتسبوا تعرضًا متجددًا من خلال منصات مثل آي تيونز وسبوتيفاي.